# Andrzej Tarnawski
Andrzej Tarnawski (ur. 16 października 1942 w Krakowie) – polski prawnik, adwokat, radca prawny,
sędzia, dyplomata, alpinista, działacz opozycji demokratycznej w PRL.

## Życiorys
W 1963 ukończył studia prawnicze na Wydziale Prawa i Administracji Uniwersytetu Jagiellońskiego. W latach 1965–1972 był asesorem i sędzią Sądu Powiatowego w Katowicach. Od 1972 do 1979 wykonywał zawód radcy prawnego, a w 1979 został adwokatem. W 1968 uczestniczył w manifestacjach studenckich w Katowicach, w trakcie których został pobity przez funkcjonariuszy Milicji Obywatelskiej. Oskarżono go o sprzeciw wobec interwencji wojsku Układu Warszawskiego w Czechosłowacji w 1968. Został uniewinniony przez Sąd Najwyższy. W latach 1980–1981 był ekspertem prawnym i uczestnikiem negocjacji między protestującymi a przedstawicielami rządu w czasie strajków rolników w Ustrzykach Dolnych oraz strajku okupacyjnego członków nowosądeckiej i małopolskiej „S” w Nowym Sączu.
Po ogłoszeniu stanu wojennego został współpracownikiem Porozumienia Prasowego Solidarność Zwycięży i Solidarności Walczącej. Ukrywał działaczy podziemia (byli to m.in. Jan Senia, Piotr Bielawski, Józef Mroczek). Uczestniczył w podziemnym ruchu wydawniczym, m.in. udostępniając miejsca na działalność redakcji, drukarń i lokale kontaktowe, w tym wydawanie czasopisma młodzieżowego „Nasz Głos”. Publikował na łamach drugoobiegowego czasopisma „Paragraf”.
W latach 80. był doradcą podziemnych struktur NSZZ „Solidarność” oraz obrońcą jego działaczy (w grupie bronionych byli m.in. Bronisław Wielgosz, Zbigniew Bogacz, Jan Florczyk, Wiesław Pyzio, Daniel Podrzycki, Agata Michałek-Budzicz).
W 1989 był członkiem Komitetu Obywatelskiego „Solidarność”. W latach 2000–2005 pełnił funkcję konsula RP w Paryżu. Został działaczem Komitetu Obrony Demokracji.
W latach 1969–1975 był członkiem kadry polskich alpinistów. W 1972 został ratownikiem-ochotnikiem Grupy Tatrzańskiej GOPR. W 1988 członek założyciel TOPR.

## Odznaczenia
W 2015, „za wybitne zasługi dla przemian demokratycznych w Polsce, a w szczególności za zaangażowanie w obronę działaczy opozycyjnych w procesach politycznych przed rokiem 1989”, został odznaczony Krzyżem Oficerskim Orderu Odrodzenia Polski.